# Ђула Ђенеш
Ђула Ђенеш (мађ. Gyula Gyenes; Будимпешта, 20. фебруар 1912 — Будимпешта, 26. јун 1988) био је мађарски атлетичар, специјалиста за спринтерске дисциплине, олимпијац, освајач медаља на Европском првенству.

## Значајнији резултати
На  1. Европском првенству  1934. године у Торину, Ђенеш је освојио сребрну медаљу са штафетом 4 × 100 метара. Штафета је трчала у саставу: Ласло Форгач, Јожеф Ковач, Јожеф Шир и Гуенеш..
Учествовао је на Олимпијским играма 1936. у Берлину где је елиминисан у четвртфиналу трке на 100 и 200 метара и са штафетом 4 × 100 метара. 
На Европском првенству 1938. у Паризу завршио је пети у трци на 200 метара,  а завршио је у полуфиналу на 100 м, а са штафетом 4 х 488 м заузео је 6. место, а штафета 4 × 100 м са којој је такође учествовао елиминисана у квалификацијама.